# حركة تحديد النسل في الولايات المتحدة
حركة تحديد النسل في الولايات المتحدة هي حركة من حركات الإصلاح الاجتماعي، قامت في الولايات المتحدة عام 1914 م واستمرت حتى عام 1945م. كان هدفها إتاحة وسائل منع الحمل لتحديد النسل من خلال التعريف بها، وإباحتها قانونيًا. وقد بدأت هذه الحركة عام 1914م عندما شعرت مجموعة من دعاة التغيير السياسيين تحت قيادة كل من إيما جولدمان، وماري دينيت، ومارغريت سانغر، بالقلق إزاء المصاعب التي تسببها عملية الولادة، أو عملية الإجهاض المتعمد بالنسبة لهؤلاء النساء من ذوي الدخل المتوسط. والجدير بالذكر أن مناقشة وسائل منع الحمل كانت تُعد في ذلك الوقت مسألة مخالفة للآداب العامة. ولذلك عمل هؤلاء النشطاء على مهاجمة قوانين «كومستوك»؛ التي تحظر بيع أي من هذه الوسائل «المخلة بالآداب، والدعارة، والمثيرة للشهوات»، عن طريق الصحف. وسعيًا لاستصدار قانون مؤقت لهذه الحركة، قامت مارغريت سانغر بخرق القانون من خلال توزيع «تمرد المرأة»، وهي رسالة إخبارية احتوت على مناقشة طويلة لوسائل منع الحمل. وفي عام 1916، افتتحت أول عيادة لتحديد النسل في الولايات المتحدة، والتي سرعان ما قامت الشرطة بإغلاقها، ولاقت مارغريت سانغر حكمًا بالحبس لمدة 30 يومًا. وجاءت الحرب العالمية الأولى كنقطة تحول، حيث أسفر تشخيص عدد من الجنود الأمريكيين بالكشف عن إصابتهم بأمراض تناسلية. كان رد الحكومة على هذا الأمر أن شنت حملة لمكافحة الأمراض التناسلية، التي صورت الجماع ووسائل منع الحمل بأنها أمور ترتبط بالصحة العامة، كما أجازت الحكومة موضوعات البحث العلمي المتعلقة بهذا الشأن. وكانت هذه المرة الأولى التي تنخرط فيها الحكومة الأمريكية في مناقشات عامة ومستمرة حول أمور جنسية.
وبناء على ذلك، تحولت وسائل منع الحمل من مسألة تمس الأخلاق إلى مسألة محورها الصحة العامة. وشيئًا فشيئًا تغيرت نظرة العامة تجاه مسألة تحديد النسل، وهو ما دفع بمارغريت سانغر إلى إنشاء عيادة ثانية لتحديد النسل عام 1923، لكن هذه المرة كانت بلا اعتقالات أو مضايقات. وخلال عشرينيات القرن العشرين، أصبحت مناقشة وسائل منع الحمل أكثر شيوعًا، وأصبح مفهوم «تحديد النسل» دارجًا في اللغة. كما أن إتاحة وسائل منع الحمل على نطاق واسع يُعد بمثابة التحول من مجتمع يتعامل مع الأعراف الجنسية بصرامة مُنذ العصر الفكتوري، إلى مجتمع أكثر تساهلًا في التعامل مع تلك الأعراف. وخلال ثلاثينيات القرن العشرين، عملت الانتصارات القانونية المتتالية على إضعاف القوانين المناهضة لوسائل منع الحمل. كما دفعت هذه الانتصارات الجمعية الطبية الأمريكية عام 1937 للنظر إلى وسائل منع الحمل باعتبارها جزء لا يتجزأ من المناهج الدراسية الطبية، غير أن المجتمع الطبي لم يستجب لتلك المسؤولية الجديدة بسرعة، وهو ما دفع النساء إلى اللجوء لوسائل غير آمنة، وغير فعالة لمنع الحمل، بالإضافة إلى الاعتماد على أُناس لا يملكون الخبرة الكافية في هذا المجال. وفي عام 1942، تم تشكيل اتحاد تنظيم الأسرة الأمريكي، الذي أدى بدوره إلى إنشاء شبكة وطنية من عيادات تنظيم النسل. وبعد الحرب العالمية الثانية، جاء نتاج حملة تحديد النسل، بأن اعترفت الأوساط الطبية بتحديد النسل بشكل نهائي، وأصبحت قوانين مكافحة وسائل منع الحمل غير قسرية

## وسائل منع الحمل في القرن التاسع عشر

### استخدام وسائل منع الحمل
كان استخدام وسائل منع الحمل أمرًا شائعًا في جميع أنحاء الولايات المتحدة قبل العام 1914م، وهو نفس الوقت الذي دعت فيه حركة تحديد النسل إلى تقنين وسائل منع الحمل. ومن وسائل منع الحمل المستخدمة في ذلك الوقت: طريقة النظم -التنظيم الطبيعي للنسل، أو العزل في الجماع -القذف الخارجي، أو باستخدام الحجاب العازل الأنثوي، أو مبيد النطاف، أو الإسفنج المهبلي، أو العازل الذكري، أو من خلال إطالة مدة الرضاعة الطبيعية. وقد ازداد استخدام هذه الوسائل خلال القرن التاسع عشر، وهو ما ساهم في خفض معدل الخصوبة بحوالي 50% بين العامي 1800م و1900م، ولا سيما في المناطق الحضرية.
والجدير بالذكر أن الدراسة الوحيدة المعروفة التي أجريت حول استخدام النساء الأمريكيات لمثل هذه الوسائل، كانت هي الدراسة التي قامت بها سيليا موشر من العام 1892م إلى العام 1912م. وقد استندت هذه الدراسة إلى عينة صغيرة من النساء من الطبقة الأرستقراطية. 

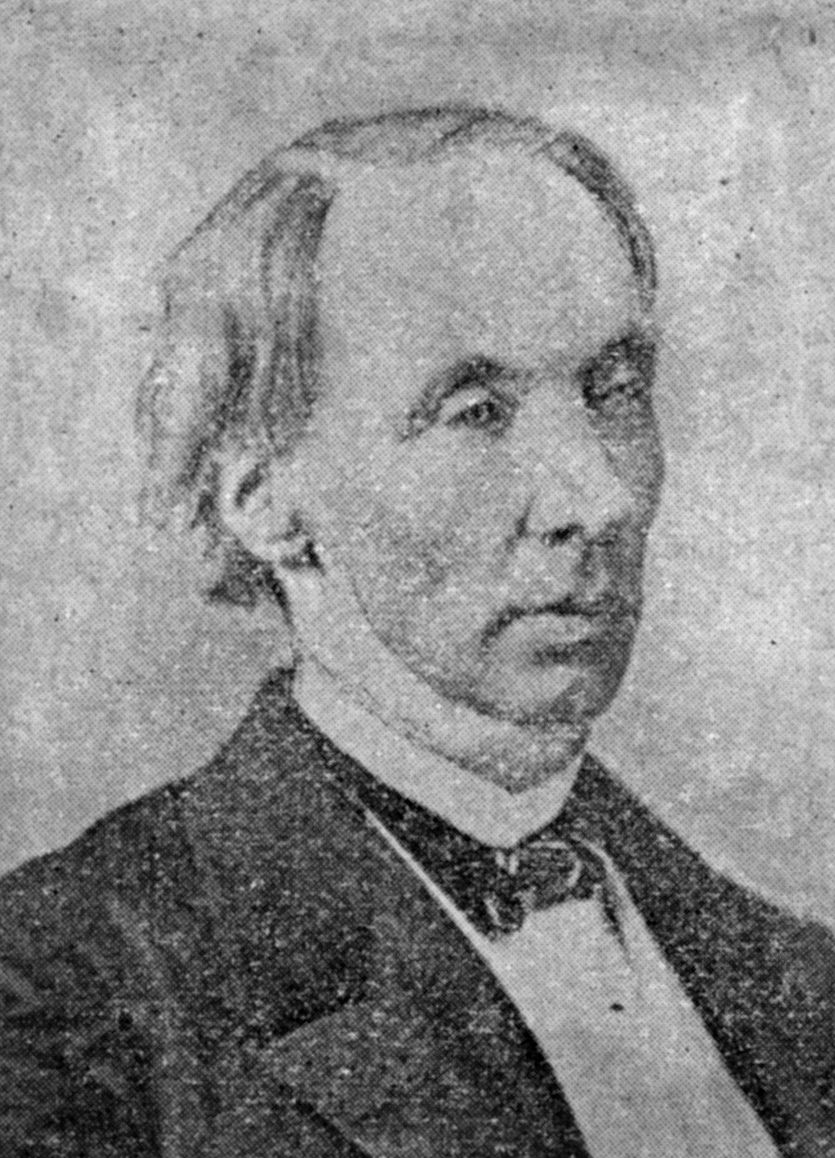
روبرت دالي أوين صاحب أول كتاب يناقش وسائل منع الحمل بالولايات المتحدة.

 وبناء عليه، فقد أوضحت الدراسة أن أكثر وسائل منع الحمل انتشارًا في هذا الوقت هي: القذف الخارجي، وطريقة النظم، واستخدام الوابل، والواقيات الجنسية، والفراذج. كما كشفت هذه الدراسة عن نظرة هؤلاء النساء للجماع على أنه «وسيلة للمتعة» أكثر منه «وسيلة للتناسل».
وعلى الرغم من الانتشار النسبي لوسائل منع الحمل في مجتمعات الطبقات الراقية ومجتمعات الطبقات المتوسطة آنذاك، فإن مناقشة موضوع تحديد النسل على مرأى من العامة كان أمرًا نادرًا إلى أقصى الحدود. غير أن روبرت دالي أوين قام على جرأة منه بمناقشة مسألة تحديد النسل باستخدام وسائل منع الحمل في كتابه «فسيولوجيا الأخلاق» أو «البحث الموجز، والواضح حول أسئلة العامة»، والذي نُشر عام 1831م. وقد أشار هذا الكتاب إلى مسألة تحديد النسل على أنها «مسعى جدير بالثناء»، وأن الإشباع الجنسي بغرض المتعة فقط، هو أمر «لا يمس الأخلاق». كما أوصى روبرت بأسلوب القذف الخارجي، وقام بمناقشة استخدام وسيلتي الإسفنج المهبلي، والواقي الذكري. ومن ناحية آخرى، تبع كتاب روبرت كتاب آخر يسمى «ثمار الفلسفة» أو «المرافق السري للمتزوجين الشباب»، للكاتب والطبيب تشارلز نولتون. وقد حبذ تشارلز في كتابه استخدام الوابل لمنع الحمل،  فتم القبض عليه بولاية ماساتشوستش لمخالفته قوانين مكافحة الإباحية، ولاقى عقوبة بالحبس مدتها ثلاثة أشهر.
إن وسائل تحديد النسل قد تم اعتمادها بأوروبا بشكل كامل في وقت مسبق لاعتمادها بالولايات المتحدة. وفي خطوة لتحدي قوانين مكافحة الإباحية ببريطانيا، قام كل من تشالز برادلاف، وآني بيزانت بإعادة طبع كتاب نولتون «ثمار الفلسفة» عام 1877م. وقد أسفر ذلك عن القبض عليهما وتقديمهما للمحاكمة، وتمت تبرئتهما في وقت لاحق، إلا أن المحاكمة قد ذاع صيتها، وهو ما ساهم في تشكيل «الرابطة المالثوسية»؛ وهي أول جماعة مناصرة لتحديد النسل في العالم. وقد سعت هذه الرابطة إلى كبح جماح النمو السكاني، وذلك خوفًا من نبوءة توماس مالتوس المفجعة حول النمو السكاني الهائل، والذي تكهن بأن معدل النمو السكاني الحالي سيؤدي إلى استشراء الفقر والمجاعات في جميع أرجاء العالم.
وبحلول عام 1930م، أنشئت العديد من الجمعيات المناصرة لتحديد النسل في جميع البلدان الأوربية تقريبًا، وبدأت حركة تحديد النسل تجد قبولاً واسعًا في معظم بلدان أوروبا الغربية باستثناء، أيرلندا الكاثولوكية، وإسبانيا، وفرنسا. ومثلما انتشرت هذه الجمعيات في جميع أنحاء أوروبا، انتشرت بالتبعية أيضًا عيادات تحديد النسل. وقد أنشئت أول عيادة لتحديد النسل في العالم بهولندا عام 1882م، وقامت بإدارتها أول طبيبة هولندية -أليت جاكوبس. كما قامت ماري ستوبس بإنشاء أول عيادة لتحديد النسل بإنجلترا عام 1921م.

### قوانين كومستوك

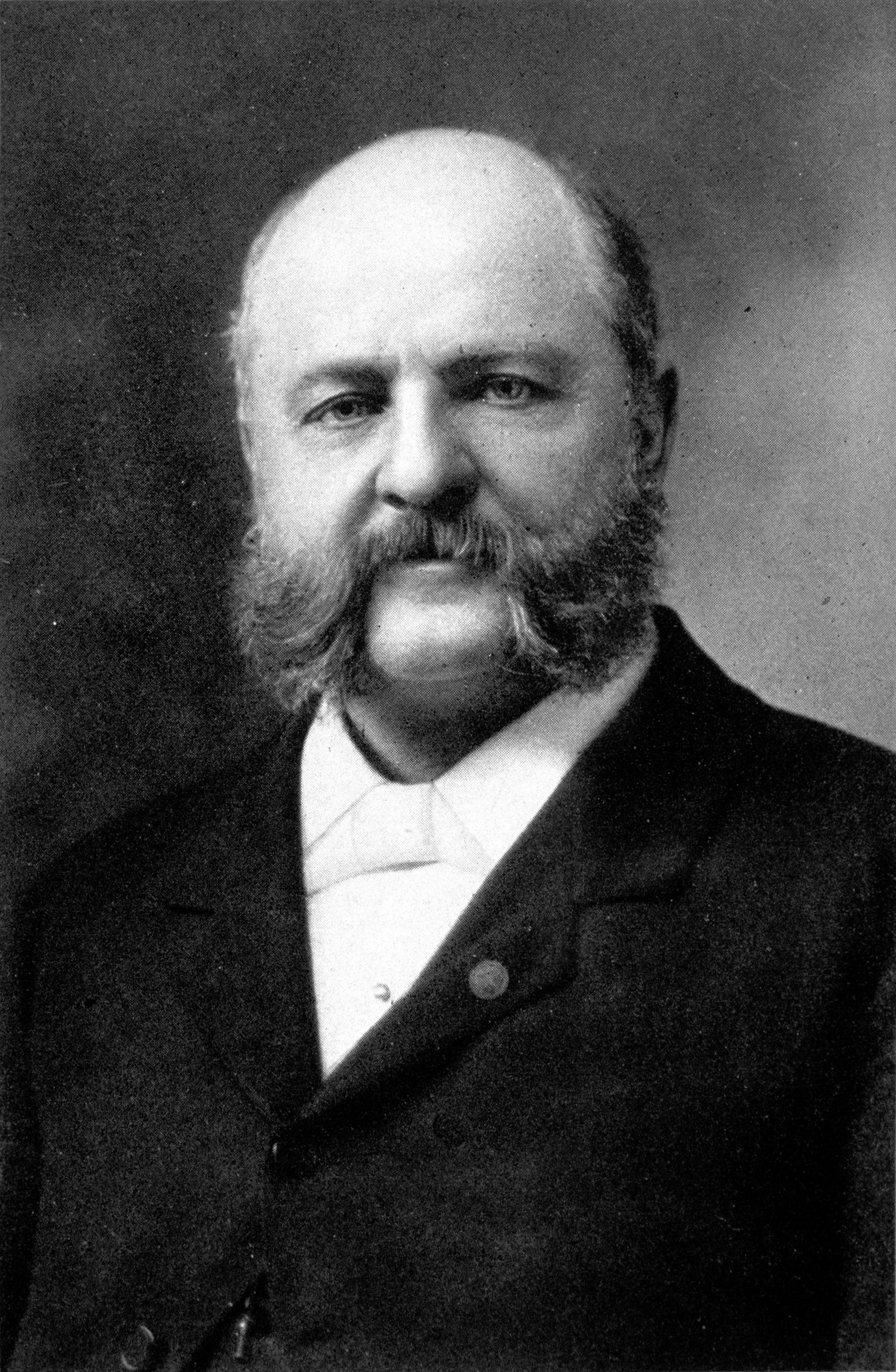
أنطوني كومستوك صاحب قانون كومستوك المناهض لوسائل منع الحمل.

كان استخدام وسائل منع الحمل عملًا قانونيًا في أغلب سنوات القرن التاسع عشر، ولكن في سبعينيات هذا القرن، انتشرت «حركة النقاء الاجتماعي» على نطاق واسع. سعت هذه الحركة إلى القضاء على رذيلة بشكل عام؛ والقضاء على الدعارة والفحش بشكل خاص. تألفت هذه الحركة في باديء الأمر من مجموعة من مُصلحي الأخلاق- أصحاب المذهب البروتستانتي، والنساء من ذي الطبقة المتوسطة. والجدير بالذكر أن حملة العصر الفكتوري قد هاجمت أيضًا وسائل منع الحمل بوصفها فعل غير أخلاقي يعمل على نشر البغاء والأمراض التناسلية.
كان قائد حركة «النقاء الاجتماعي» كومستوك -المفتش البريدي- يمارس ضغوطًا فعالة عملت على إقرار قانون كومستوك عام 1873، وهو قانون فيدرالي يحظر إرسال «أي مادة أو أداة عبر البريد من شأنها منع الحمل أو مصممة لتحقيق عملية الإجهاض»، فضلًا عن حظر انتشار أي شكل من أشكال التعريف بوسائل منع الحمل. وبالتبعية أقرت العديد من الولايات قوانين مماثلة لهذا القانون، عرفت مجتمعة باسم قوانين كومستوك. وقد أضافت تلك القوانين للقانون الفيدرالي حظر استخدام أو ترويج وسائل منع الحمل. كان كومستوك فخورًا بحقيقة أنه المسؤول عن اعتقال الآلاف، وتدمير مئات الأطنان من الكتب، والكتيبات التي تحمل معلومات عن وسائل منع الحمل. كان أيضًا كومستوك وحلفاؤه من أشد المعارضين لكل من التحرريين، والطوباويين، الذين شكلوا «حركة الحب الحر»؛ وهي مبادرة سعت: للتحرر الجنسي، المساواة بين الرجل والمرأة، وإلغاء الزواج. وللعلم، فإن مؤيدي حركة الحب الحر كانوا هم الوحيدين الذين عارضوا بضراوة قوانين كومستوك في القرن التاسع عشر، مهيئين الأجواء لظهور حركة تحديد النسل.
لم تؤت مجهودات أنصار «حركة الحب الحر» ثمارها، ولذلك قامت كل من حكومات الولايات، والحكومة الفيدرالية بتطبيق قوانين كومستوك بشكل أكثر صرامة مع بدايات القرن العشرين. وكنتيجة لذلك اُستخدمت وسائل منع الحمل بطرق سرية وغير شرعية، غير أنها لم تختفِ نهائيًا، كما تناقصت عدد المنشورات عن وسائل منع الحمل، وكذلك الإعلانات. وعلى هذا فإن ظهر أي من الإثنين، فكان باستخدام عبارات مُلطفة مثل «المساعدات الزوجية»، أو «الأدوات الصحية». وعلاوة على ذلك، فقد استمرت مراكز الأدوية تبيع الواقيات الذكرية باعتبارها «سلع مطاطية»، وتبيع غطاء عنق الرحم على أنه «مُساعد للرحم».

## البداية (1914-1916)

### حركة حرية التعبير

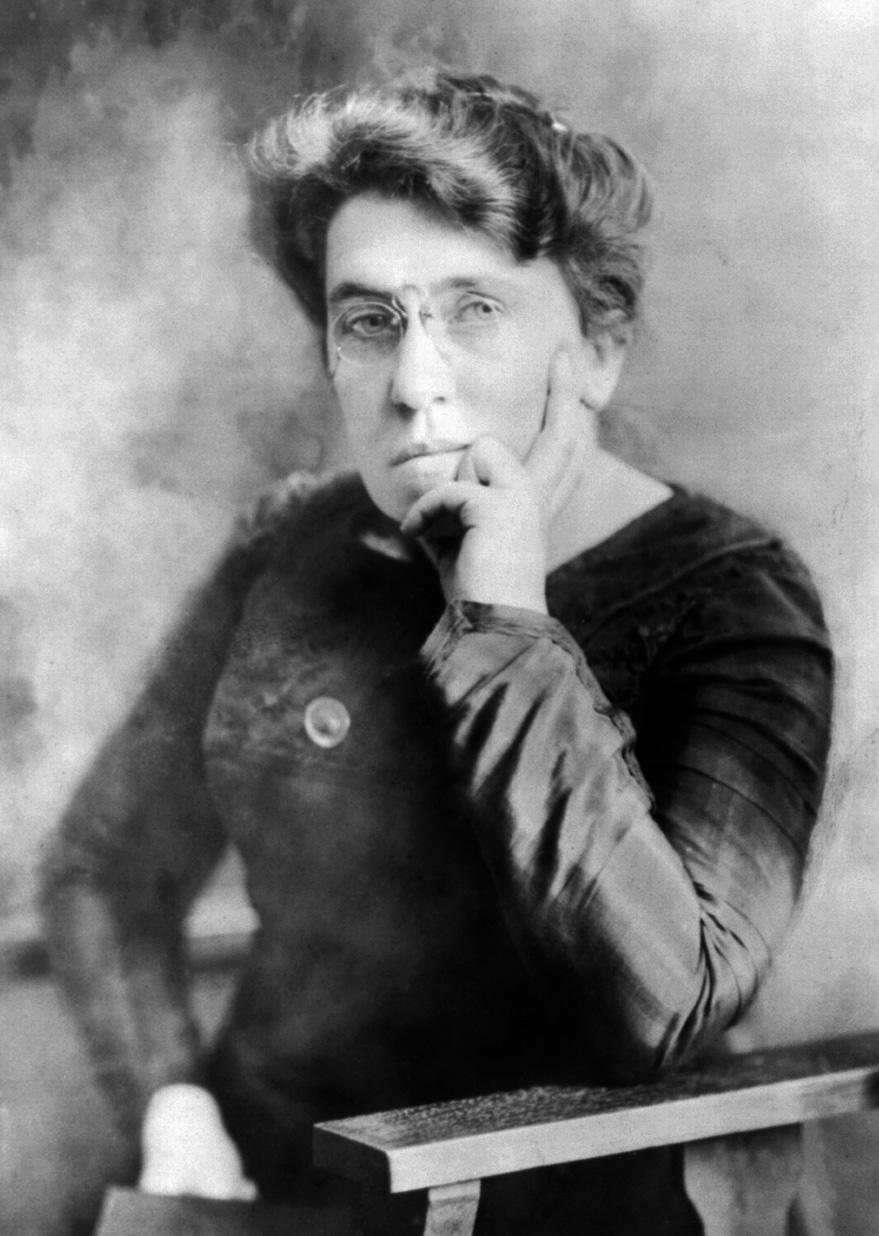
كانت إيما جولدمان من أولى ناشطات حركة تحديد النسل.

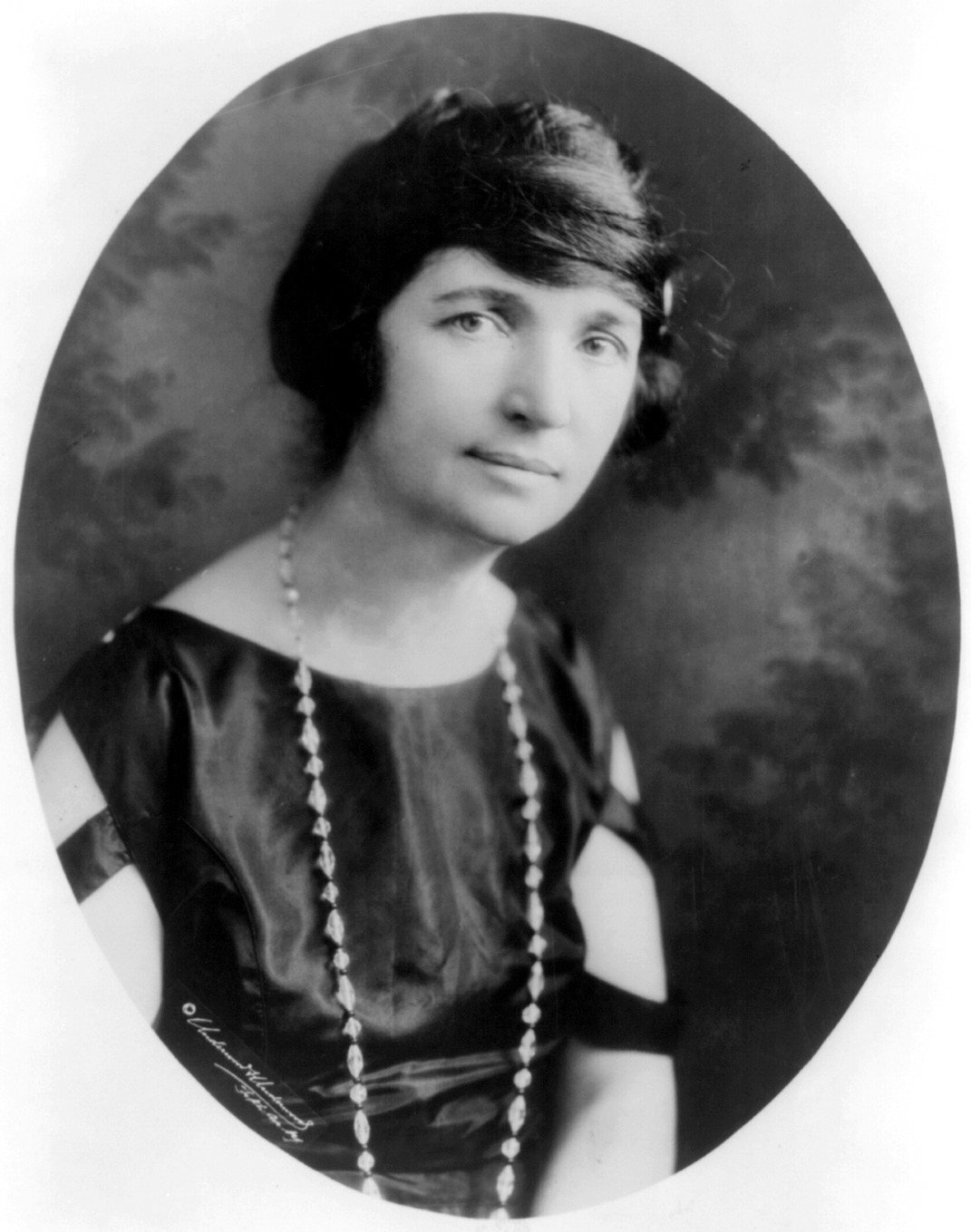
مارغريت سانغر أحد زعماء حركة تحديد النسل

في مطلع القرن العشرين، برزت على الساحة حركة نشطة، مركزها قرية غرينيتش، كان هدفها إلغاء القيود على حرية التعبير. كان يدعم هذه الحركة نشطاء، ودعاة المساواة بين الجنسين، ولاسلطويين، وملحدين؛ منهم عزرا هيوود، وموسى هارمان، ومورتيمر بينيت، وإيما جولدمان. خاض هؤلاء الأشخاص معارك منتظمة ضد قوانين مكافحة الإباحية، ولاحقًا حملت مساعي الحكومة لقمع التعبير عن الرأي خطورة التورط في الحرب العالمية الأولى. وقبل العام 1914، تمركزت أنظار «حركة حرية التعبير» على السياسة، ونادرًا ما تناولت وسائل منع الحمل. وفي عام 1912، انضم لدائرة جولدمان من النشطاء، والاشتراكيين، والبوهيميين؛ ممرضة تدعى مارغريت سانغر؛ توفيت والدتها في الخمسين من عمرها إثر إصابتها بمرض السل، ومرض سرطان عنق الرحم، وقد قامت والدة سانغر خلال 22عامًا من عمرها بإجراء 18 حالة ولادة.
وفي 1913، كانت سانجر تعمل في الجانب الشرقي الأدنى لمدينة نيويورك، حيث كانت تعيش أغلب الوقت مع نساء فقيرات يتكبدون آلام عمليات الولادة المتكررة، والإجهاض العمدي. وبعد أن شهدت سانغر حالة واحدة مأساوية، كتبت سانغر «رميت حقيبة عملي في الزاوية، وأعلنت أن لا أقبل أي حالة أخرى حتى يتسنى لجميع النساء العاملات في الولايات المتحدة بإدراك ماهية تحديد النسل». ومنذ ذلك الوقت، جالت سانغر بين المكتبات العامة، تبحث عن معلومات حول وسائل منع الحمل، ولكنها لم تجد أي معلومة متاحة. ولذلك غضبت سانغر من أن النساء الأرستقراطيين يمكنهم الحصول على وسائل منع الحمل بسهولة عن طريق الأطباء، في حين لا يستطيع النساء من الطبقة العاملة الحصول على وسائل منع الحمل.

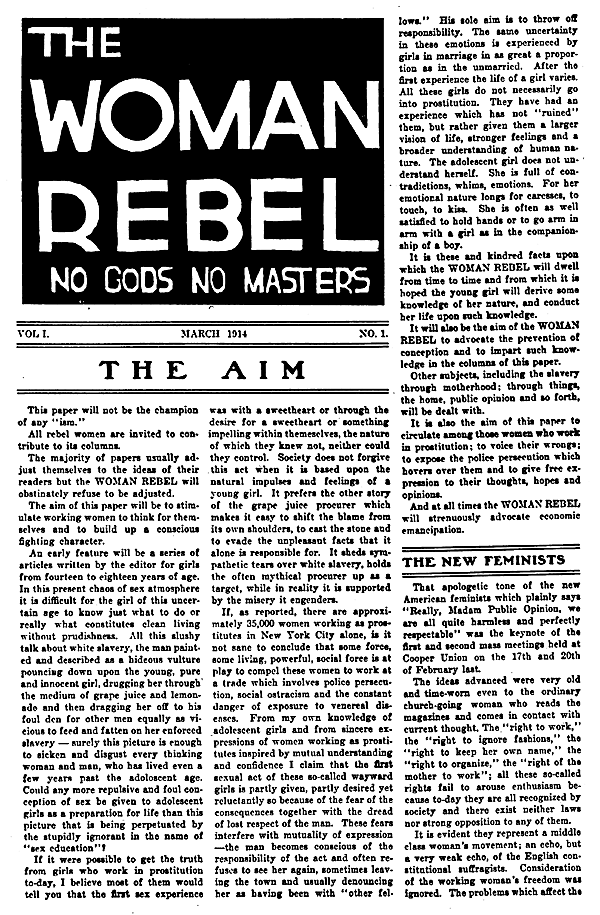
تمرد المرأة، أول نسخة من تمرد المرأة، مارس 1914

 وتحت تأثير كل من جولدمان، ورابطة حرية التعبير؛ عقدت سانجر العزم على تحدي قوانين كومستوك، التي تحظر نشر أية معلومات عن وسائل منع الحمل. وبوضع هذا الهدف في الاعتبار، أطلقت سانغر «تمرد المرأة»، وهي نشرة شهرية من ثماني صفحات روجت لوسائل منع الحمل تحت شعار«لا آلهة، لا أسياد»،  كما أعلنت على الملأ أن كل امرأة يجب أن تكون «المتحكم المطلق في جسدها». وبالإضافة إلى ذلك، ابتكرت سانجر مصطلح «تحديد النسل»، الذي ظهر لأول مرة في صفحات «تمرد المرأة»، كبديل أكثر صراحة للعبارات الملطفة مثل «تحديد الأسرة». '
تحقق هدف سانغر من تحدي قوانين كومستوك عندما وجه اليها الاتهام في أغسطس 1914، حيث ركزت اتهامات النيابة العامة على المقالات التي كتبتها سانجر عن الاغتيال والزواج، بدلًا من التركيز على مقالاتها حول وسائل منع الحمل. وخوفًا من سجنها دون أن تنال فرصة المدافعة عن تحديد النسل بالمحكمة، هربت سانجر إلى إنجلترا خشية الاعتقال. في أثناء وجودها بأوروبا، واصل زوجها عملها حيث قام بتوزيع كتيبات تحديد النسل عن طريق أحد عمال البريد، مما وضع زوجها تحت طائلة القانون فتم اعتقاله وحبسه لمدة 30 يومًا. كان اعتقاله وحبسه أثرًا في تشجيع العديد من الصحف السائدة بما فيها مجلة هاربرز الأسبوعية، ونيويورك تريبيون على نشر مقالات حول قضية تحديد النسل. وقام كل من إيما جولدمان؛ وبين ريتمان بالطواف في أرجاء البلاد متحدثين عن دعم سانغر، وقاموا بتوزيع نسخ من كتيباتها حول تحديد النسل؛  في حين عمل نفي سانغر، واعتقال زوجها بأن تتناول الصحف الأمريكية حركة تحديد النسل في صدارة صفحاتها.

### أولى منظمات تحديد النسل

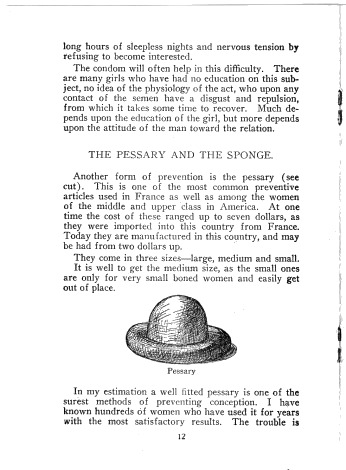
صفحة من كتيب تحديد النسل 1914 «تحديد الأسرة» يصف غطاء عنق الرحم.

في ربيع عام 1915، قام أنصار سانجر بقيادة ماري دينيت بتشكيل الجمعية الوطنية لتحديد النسل، والتي تعد أول جمعية لتحديد النسل في الولايات المتحدة. وخلال العام 1915، تم تشكيل منظمات إقليمية أصغر في العديد من المدن الأمريكية كسان فرانسيسكو، بورتلاند، سياتل، ولوس أنجلوس.
عادت سانجر إلى الولايات المتحدة في أكتوبر 1915، واعتزمت فتح عيادة لتحديد النسل على غرار تلك التي زارتها في أمستردام، ولكن كان عليها أولاً أن تدفع التهم الموجهة ضدها. عرض عليها المحامي المشهور كلارينس دارو الدفاع عنها بلا مقابل، غير أن الضغط العام جعل الحكومة تسقط الاتهامات المنسوبة إليها في وقت مبكر من عام 1916. وما أن تحررت سانغر من تهديد الحبس، حتى قامت بجولات عبر البلاد تخطب فيها، وهو ما جعلها تحظى بشعبية عارمة أعطتها سمة القيادة لحركة تحديد النسل في الولايات المتحدة. وفي الوقت نفسه، انشغلت العديد من الشخصيات القيادية الأخرى مثل ويليام روبنسون، وماري دينيت بأعمال أقل أهمية أو إعارة انتباههم نحو قضايا آخرى. وفي أواخر عام 1916، رحلت سانغر إلى بوسطن لتقديم العون لجمعية تحديد النسل بولاية ماساتشوستس، وكذلك دعم الناشط كلييك أليسون في محبسه.

### أول عيادة لتحديد النسل في الولايات المتحدة
قامت سانغر خلال جولاتها عام 1916 بالترويج لعيادات تحديد النسل القائمة على النموذج الهولندي، والتي رأتها خلال رحلتها في أوروبا عام 1914. وعلى الرغم من إلهام سانغر العديد من الجمعيات المحلية لإنشاء جمعيات تحديد النسل، فإن أي منها لم يُنشأ. ولذلك عزمت سانجر إنشاء عيادة لتحديد النسل بالولايات المتحدة، والتي يمكن فيها توفير وسائل منع الحمل للنساء مجانًا. وبالرغم من أن قانون الولايات المتحدة كان يمنع حينها توزيع أي من وسائل منع الحمل أو التعريف بها، فإن سانجر سعت لإستغلال البند الموجود بنفس القانون الذي يسمح للأطباء بوصف وسائل منع الحمل للوقاية من الأمراض. وفي 16 أكتوبر 1916، افتتحت سانغر عيادة «براونزهيل» في بروكلين، فحققت نجاحًا منقطع النظير؛ حيث سجلت العيادة في يومها الأول معدل زيارة بلغ أكثر من 100 امرأة،  وبعد عدة أيام من افتتاح العيادة، وقعت سانغر ضحية مكيدة من شرطية سرية اشتريت منها غطاء عنق الرحم، فرفضت سانغر وزميل لها في العمل الانصياع لأوامر الشرطة باعتقالهم، مما أدي بالشرطة لسحلهم إلى خارج العيادة،  وأُغلقت العيادة، ولم يتم افتتاح أية واحدة آخرى بالولايات المتحدة مُذ ذلك التاريخ وحتى عام 1923.
بدأت محاكمة سانغر في يناير عام 1917، دعمها عدد كبير من الأثرياء والنافذين الذين تحالفوا معًا لتشكيل لجنة المائة، التي خُصصت لجمع الأموال من أجل سانغر والمنظمة الوطنية لتحديد النسل. وكان من مهام هذه اللجنة أيضًا نشر الصحيفة الشهرية "مناقشة تحديد النسل"؛ كما قامت بإنشاء شبكة اتصالية بين السياسيين المرموقين، والنشطاء، والعاملين بالصحافة. ومع الدعم القوي لسانغر، إلا أنها أُدينت، وعرض عليها القاضي حكمًا مخففًا شريطة أن تقسم بعدم خرق القانون مرة أخرى، إلا أنها أجابت "لا أستطيع أن أحترم القانون القائم اليوم"، " وحينها لاقت حكمًا بالحبس لمدة 30 يومًا.
وعلاوة على ذلك، كان هناك العديد من النشطاء الآخرين الذين قاموا بأدوار عدة أمثال إيما جولدمان التي أُعتقلت عام 1916 جراء نشرها معلومات عن وسائل منع الحمل،  وإبراهام جاكوبي الذي حاول دون جدوى أن يقنع المجتمع الطبي بالولايات المتحدة بتغيير القانون الذي يمنع الترويج لوسائل منع الحمل.

## قبول الاتجاه السائد (1917-1923)

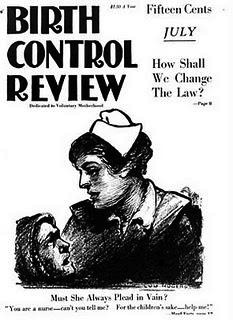
مناقشة تحديد النسل التي نشرت شهريًا من 1917 إلى 1940.

وَلدت الشهرة التي حظيتها محاكمة سانغر حماسًا عارمًا للقضية، فبحلول عام 1917 كان هناك أكثر من 30 منظمة لتحديد النسل في الولايات المتحدة. كانت سانغر دائمًا ثاقبة النظر بشأن الاستفادة من العلاقات العامة؛ ومن هنا استغلت صيت محاكمتها في تعزيز قضاياها،  فبعد المحاكمة ظهرت سانجر بصورة أكثر وضوحًا كزعيمة لحركة تحديد النسل، وهو ما لم يحظاه قادة آخرون في كسب الجاذبية، والسحر، والحماسة التي تحلت بهما سانغر  من أمثال وليام روبنسون، وماري دينيت، وبلانش إيمز إيمز.وتطورت هذه الحركة تدريجيًا من خلال جهود النشطاء، وحملات الطبقات العاملة التي مولتها نساء المجتمع والمهنيون الليبراليون.
بدأت سانجر وأنصارها باللجوء إلى الحديث عن الفوائد الاجتماعية والاقتصادية لتحديد النسل، بدلًا من انتهاج النبرة الثورية في الخطابة؛  وهي السياسة التي أدت إلى ازدياد مستوى القبول الشعبي لهذه الحركة بالولايات المتحدة. وعلى سبيل المثال، ازدادت التغطية الإعلامية لقضية تحديد النسل،  كما أُنتج العديد من الأفلام السينيمائية الصامتة في العقد الثاني من القرن التاسع عشر، وقد تناولت تحديد النسل كفكرة محورية، ومن هذه الأفلام «تحديد النسل»، الذي أنتجته وقامت ببطولته سانجر نفسها.
ظلت المعارضة لتحديد النسل قوية للغاية، فقد رفضت السلطة التشريعية للولايات تقنين وسائل منع الحمل أو نشر أية معلومات عنها،  كما علت أصوات علماء الدين مهاجمين النساء اللواتي فضلوا «الترف والبدعة» على الأمومة،  وعبر علماء تحديد النسل عن قلقهم بأن يسفر تحديد النسل عن زيادة الفجوة بين معدل المواليد من الجنس القديم «الأمريكيين البيض»، والملونين المهاجرين «الزنوج».
وفي عام 1918 أنشأت سانجر شركة النشر لمؤسسة «نساء نيويورك»، وتحت رعايتها أصبحت تلك الشركة هي الناشر الرسمي لـ «مناقشة تحديد النسل». ومن ناحية أخرى قامت الناشطة البريطانية كيتي ماريون ببيع نسخ «مناقشة تحديد النسل» على نواصي شوارع نيويورك بسعر 20 سنتًا للنسخة الواحدة؛ مُتحملة مضايقات الشرطة، والمضايقات بالأسئلة، بل والبصق، والإيذاء البدني، والأدهى من ذلك التهديدات بالقتل. وعلى مدار العشر سنوات التالية تم القبض على ماريون 9 مرات لمدافعتها عن تحديد النسل.

### انتصار قانوني
استأنفت سانغر الحكم الصادر ضدها عام 1917، وحققت انتصارًا ذو حدين، حيث أجمعت محكمة الاستئناف بنيويورك على قرار كتبه القاضي فريدريك كرين، تمسكت فيه المحكمة بإدانة سانغر، غير أنها ألزمت السلطات القضائية بتقنين وسائل منع الحمل تحت إشراف الأطباء فقط. عُمل بهذا القرار في نيويورك حيث سمحت السلطات بإنشاء عيادات تحديد النسل تحت إشراف الأطباء،  غير أن سانجر لم تستغل هذا الانتصار في الحال، واعتقدت اعتقادًا خاطئًا بأن الأوساط الطبية كافية لترويج وسائل منع الحمل؛ ووجهت أنظارها للكتابة وإلقاء المحاضرات.

### الحرب العالمية الأولى والعوازل الذكرية
لاقت وسائل منع الحمل انتشارًا غير متوقع أثناء الحرب العالمية الأولى، وذلك بسبب أزمة الجيش الأميركي حيث أسفر تشخيص عدد من الجنود عن إصابتهم بمرض الزهري -مرض تناسلي مُعد، وداء السيلان. وفي أعقاب ذلك، قام الجيش بحملات تعليمية موسعة، قام خلالها بالتركيز على الامتناع عن ممارسة الجنس، كما قام بنشر بعض الإرشادات حول كيفية استخدام وسائل منع الحمل. ولكن تحت ضغط دُعاة «العفة»، لم يتمكن الجيش من توزيع الواقيات الذكرية أو حتى السماح باستخدامها؛ مما جعل من الولايات المتحدة القوة الوحيدة التي لم توفر لجنودها العوازل الذكرية. ولما كانت القوات الأمريكية بأوروبا استطاعوا بسهولة الحصول على العوازل الذكرية المطاطية، وعندما عادوا لوطنهم وجدوا أن هذه العوازل هي الطريقة المثلى لتحديد النسل.
مثلت حملة مكافحة الأمراض التناسلية التي قامت بها المؤسسة العسكرية نقطة التحول الرئيسية لحركة تحديد النسل؛ فلأول مرة تنخرط مؤسسة حكومية في مناقشات عامة، ومتكررة حول مسائل جنسية. فقد قلبت هذه المناقشات الأمر رأسًا على عقب؛ فتحول الجنس من مسألة لا يتم مناقشتها في العلن إلى مسألة مُباحة تناقش موضوعات تتعلق بالبحث العلمي، كما حولت المناقشات وسائل منع الحمل من مسألة تمس الأخلاق إلى مسأله محورها الصحة العامة.

### جهود تشريعية
ركزت ماري دينيت جهودها أثناء الحرب العالمية الأولى على حركة السلام، وفي عام 1918 وجهت جهودها لصالح حركة تحديد النسل،  واستمرت في قيادة منظمة تحديد النسل الوطنية، كما تحالفت مع سانغر في شركة النشر لمؤسسة «نساء نيويورك». وفي العام 1919، نشرت دينيت على نطاق واسع كتيب تعليمي أسمته «الجانب الجنسي من الحياة»، الذي عالج الجنس كفعل طبيعي وممتع. ولكن، وفي العام نفسه، انتشرت حالة من الإحباط بسبب العجز المستمر في تمويل منظمة تحديد النسل الوطنية، فانفصلت دينيت عن المنظمة، وشكلت «المنظمة الأبوية التطوعية».
اقترحت كل من دينيت وسانجر تغييرات تشريعية من شأنها تقنين وسائل منع الحمل، وانتهج كل منهم نهجًا يختلف عن الآخر؛ فأيدت سانجر انتشار وسائل منع الحمل تحت إشراف الأطباء، وعلى النقيض حاولت دينيت جاهدة من أجل الوصول إلى تشريع يسمح بإمكانية الحصول على وسائل منع الحمل بصورة مطلقة. فقد كانت سانغر -أحد دعاة استخدام الحجاب العازل الأنثوي، قلقة إزاء الحصول على وسائل منع الحمل دون إشراف الأطباء، لأن ذلك في نظرها سيؤدي إلى الاستخدام الخاطئ لها، وبالتبعية سيؤدي إلى الاستغلال الطبي. كما كانت دينيت هي الأخرى قلقة حيال تقييد الحصول على وسائل منع الحمل إلا تحت إشراف الأطباء، الذي من شأنه أن يمنع النساء الفقيرات من الحصول على وسائل منع الحمل، وكانت منزعجة بشأن الافتقار للأطباء المتدربين في مجال تحديد النسل.
فشلت كل المبادرات التشريعية لكل من دينيت وسانغر، ويرجع ذلك جزئيًا إلى بعض المشرعين الذين رأوا أن الخوف من الحمل هو السبب الوحيد لامتناع المرأة عن ممارسة الجنس. وفي وقت مبكر من العام 1920، أصبحت مكانة سانجر أكثر بروزًا كقائدة لحركة تحديد النسل، ويرجع ذلك لانغماسها في إلقاء المحاضرات العامة باستمرار، ولجوئها لخطوات استبعدت فيها دينيت من الاجتماعات، والأحداث العامة.

### المنظمة الأمريكية لتحديد النسل
على الرغم من انشغال سانغر في نشر «مناقشة تحديد النسل» خلال السنوات 1919 و1920، فإنها لم تكن منتسبة رسميًا لأي من «منظمة تحديد النسل الوطنية» أو «المنظمة الأبوية التطوعية» خلال هذه الفترة. ولكن في عام 1921 رأت سانجر أن عليها الانخراط في هيئة رسمية لكسب دعم كل من الجمعيات الوطنية، والأوساط العلمية؛ وبدلًا من الانضمام إلى منظمة قائمة، قررت هي إنشاء منظمة جديدة. وكخطوة أولى، نظمت سانغر أول مؤتمر بالولايات المتحدة حول تحديد النسل، تم عقده في نوفمبر 1921 بمدينة نيويورك، وفي ختام المؤتمر حيث كانت سانغر تستعد لإلقاء خطاب أمام الجماهير المحتشدة في مسرح «تاون هول»، داهمت الشرطة الاجتماع، واعتقلت سانغر بتهمة الإخلال بالنظام العام، ومن مكانها على المسرح صرخت سانجر قائلة: «لدينا الحق في عقد هذا الاجتماع طبقًا للدستور. فدعوهم يبرحونا ضربًا إذا كانوا يريدون». أُطلق سراحها فيما بعد، وفي اليوم التالي لاعتقالها، برح الخفاء بأن باتريك جوزيف هايس -كبير أساقفة نيويورك- هو من ضغط على الشرطة لإلغاء الاجتماع. وكان إلغاء الاجتماع أيضًا بمثابة نقطة تحول لحركة تحديد النسل؛ فقد اضمحلت المعارضة من قِبل الحكومة والمجتمع الطبي، غير أن الكنيسة الكاثولكية ظهرت كالغصة في حلق حركة تحديد النسل. وعقِبَ هذا الاجتماع، أنشأت سانجر ومؤيدوها منظمة تحديد النسل الأمريكية.

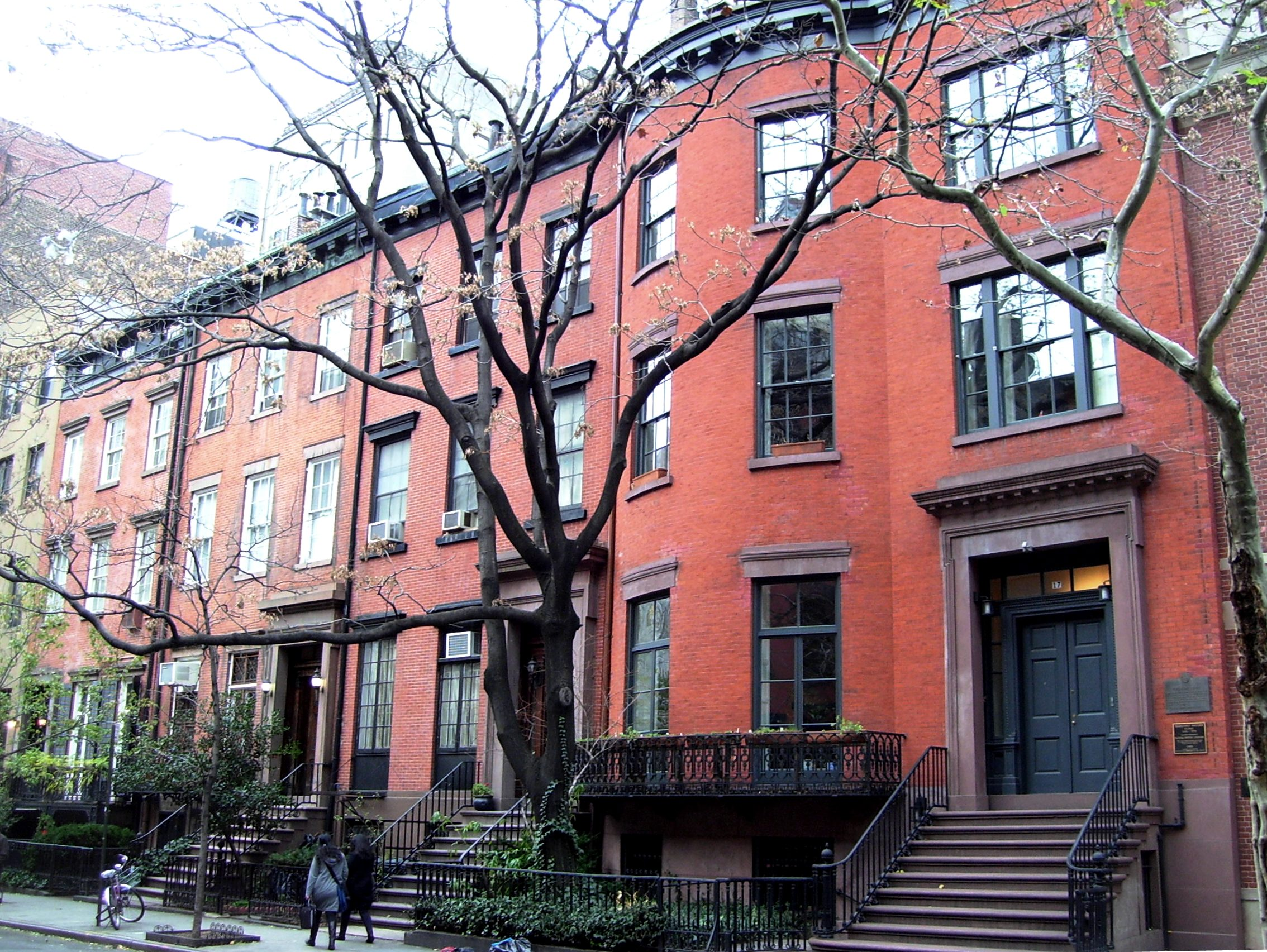
مبنى ثاني عيادة لتحديد النسل بالولايات المتحدة "مكتب البحوث السريرية.

### ثاني عيادة لتحديد النسل
بعد أربعة أعوام من السماح بانتشار وسائل منع الحمل تحت إشراف الأطباء، افتتحت سانجر العيادة الثانية لتحديد النسل، وكانت هذه المرة تعمل سانجر في العيادة؛ لتصبح أول ممرضة تعمل في عيادة لتحديد النسل في ظل قرار محكمة الاستئناف بنيويورك بإشراف الأطباء على ترويج وسائل منع الحمل. افتتحت العيادة في اليوم الثاني من يناير 1923، تحت اسم «مكتب البحوث السريرية». ولتجنب مضايقات الشرطة، لم يتم الإعلان عن وجود العيادة في بادئ الأمر، وتم توجيه جهودها للبحث العلمي، وقصر الخدمات المُقدمة على النساء المتزوجات فقط. وفي ديسمبر 1923، تم الإعلان أخيرًا عن وجود العيادة، غير أن هذه المرة كانت بلا اعتقالات أو مضايقات، وهو ما جعل النشطاء يوقنون بأن 10 سنوات من الكفاح قد أتت ثمارها بهذا القبول العارم بتحديد النسل في أرجاء الولايات المتحدة. والجدير بالذكر أن «مكتب البحوث السريرية» هو أول عيادة رسمية لتحديد النسل في الولايات المتحدة، التي سرعان ما تطورت حتى أصبحت من رواد البحث العلمي المتعلق بتحديد النسل في العالم.

## تقدم وانتكاسة (1920-1940)

### قبول واسع النطاق

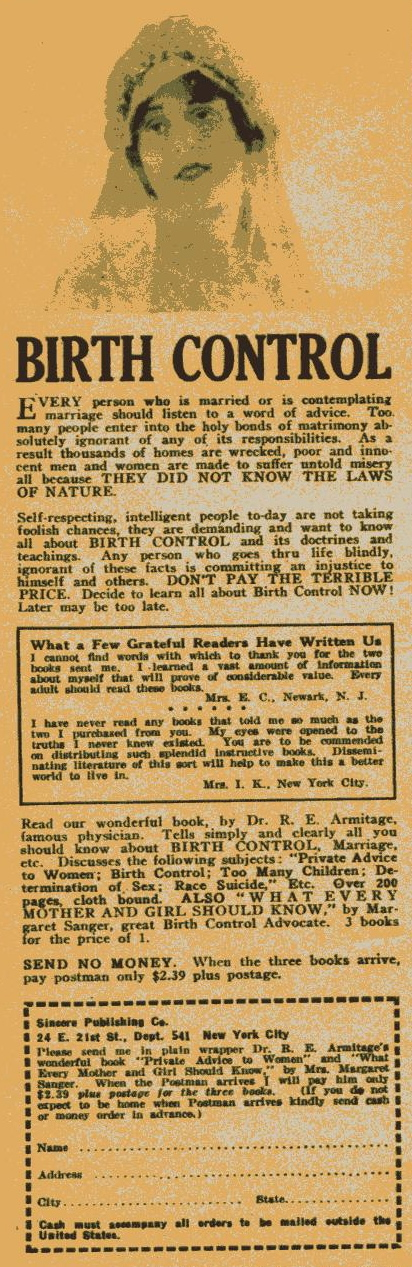
إعلان في صحيفة عام 1926 يعلن عن بيع أحد وسائل منع الحمل

في أعقاب النجاح الباهر الذي حققته العيادة الثانية لتحديد النسل، أصبحت مناقشة وسائل منع الحمل علنيًا أمرًا أكثر شيوعًا، كما أصبح مصطلح «تحديد النسل» دارجًا في اللغة. ومن بين مئات المراجع عن تحديد النسل في الصحف والمجلات في عشرينيات القرن الماضي، فإن أكثر من ثلثيها كان يحظى باستحسان. إن انتشار وسائل منع الحمل على نطاق واسع تعد بمثابة تحول من مجتمع يتعامل مع الأعراف الجنسية بصرامة مُنذ العصر الفكتوري إلى مجتمع أكثر تساهلًا في التعامل مع تلك الأعراف. ومن العوامل الأخرى التي غيرت من معايير التعامل مع الأعراف الجنسية: كثرة التنقل التي سهلتها وسائل المواصلات، والتعرف على أنماط الحياة الحضرية المُغفلة، والنشوة التي تلت الحرب العالمية الأولى. وكشف علماء الاجتماع الذين شملت استطلاعاتهم المرأة في مدينة مونس بولاية إنديانا عام 1925، أن كل النساء من الطبقة الأرستقراطية، و80 بالمائة من النساء من الطبقة العاملة، أيدوا تحديد النسل. كما أن معدل المواليد قد انخفض في الولايات المتحدة 20 بالمائة بين عامي 1920و1930، ويرجع ذلك في المقام الأول إلى استخدام وسائل منع الحمل.

### المعارضة
على الرغم من انتشار عيادات تحديد النسل في أواخر عشرينيات القرن التاسع عشر، فإن حركة تحديد النسل كانت لا تزال تواجه تحديات كبيرة؛ فقطاعات عديدة من المجتمع الطبي كانت لا تزال تعارض تحديد النسل، كما تم إدراج العديد من أنصار تحديد النسل في القائمة السوداء لمحطات الإذاعة. وعلى العكس من أن قوانين الدولة، وقانون الحكومة الفيدرالية لم يكن معمول بها؛ فإن وسائل منع الحمل كانت لا تزال محظورة.
كان العدو اللدود لحركة تحديد النسل الكنيسة الكاثولكية، التي حشدت المعارضة في العديد من الأماكن طوال عشرينيات القرن الماضي. أقنع الكاثوليك مجلس مدينة سيراكيوز بمنع سانغر من إلقاء خطبة عام 1924؛ ومارس «مؤتمر الرفاة الوطني» -الذي يعقده الكاثوليك سنويًا، ضغطًا مناهضًا لحركة تحديد النسل؛ وقاطعت «جمعية فرسان كولومبوس» الفنادق المضيفة للفعاليات المتعلقة بتحديد النسل؛ ومنع أيضًا قائد الشرطة بألباني -عاصمة ولاية نيويورك- سانجر من إلقاء الخطب بشكل علني؛ وخضعت العديد من شركات النشر الإخبارية هي الأخرى لضغوط من الكاثوليك لترفض تغطية المقالات المتعلقة بتحديد النسل. ومن ناحية أخرى، فقد استغلت منظمة تحديد النسل هذه الأمور لصالحها من خلال استخدام الصحافة لتوليد تعاطف جماهيري لقضية تحديد النسل. ومع كل هذا، ظل الضغط الكاثوليكي أكثر قوة خاصة في الميدان التشريعي، حيث عملت ذريعتهم بأن وسائل منع الحمل غير طبيعية، وضارة، وفاحشة؛ على إعاقة العديد من المبادرات، بما في ذلك محاولة ماري دينيت عام 1924 تغيير القوانين الفيدرالية لمكافحة وسائل منع الحمل. وخلال عشرينيات القرن التاسع عشر، تم إنشاء العديد من عيادات تحديد النسل في جميع أنحاء الولايات المتحدة، والجدير بالذكر أن كل افتتاح كان لابد وأن يشهد حادثة. فعلى سبيل المثال، في عام 1929، عندما اقتحمت قوات الشرطة عيادة بنيويورك، وقامت بإلقاء القبض على طبيبين وثلاث ممرضات بتهمة توزيع معلومات -غير متعلقة بالوقاية من الأمراض- حول كيفية استخدام وسائل منع الحمل. وفي غضون ذلك، حققت منظمة تحديد النسل الأمريكية انتصارًا كبيرًا في المحاكمة عندما أقر القاضي بأن استخدام وسائل منع الحمل بهدف صنع فارق أكبر بين المواليد، هو عمل طبي مشروع يصب بفائدتة لصالح صحة الأم. والأكثر من ذلك، فهذه المحاكمة التي شارك فيها العديد من الأطباء البارزين كشهود دفاع، جذبت شريحة واسعة من المجتمع الطبي لدعم دعاة تحديد النسل.

### العنصرية وعلم تحسين النسل

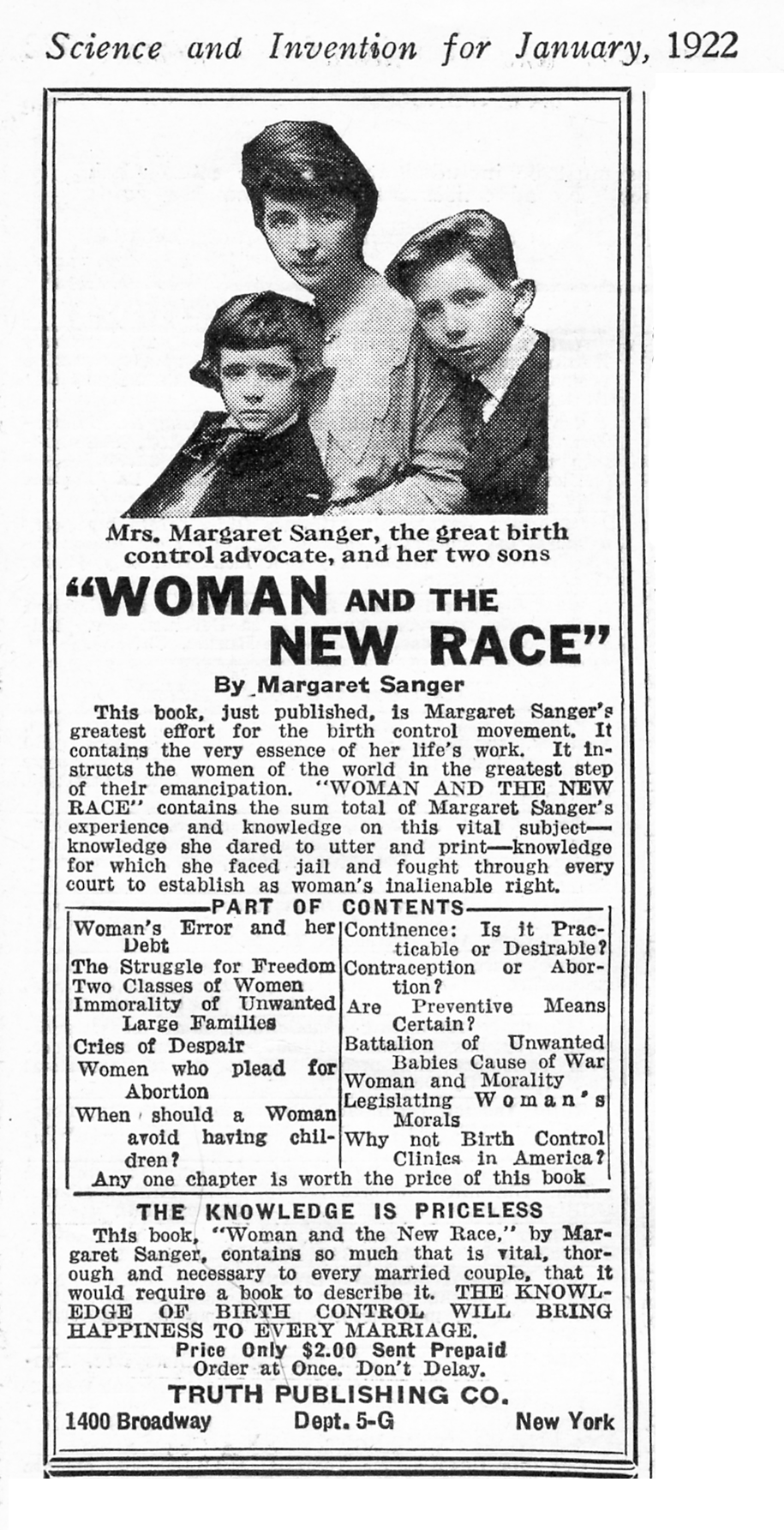
كتاب سانغر التي أيدت فيه علم تحسين النسل بعنوان «المرأة والعِرق الجديد» عام 1920.

كان علم تحديد النسل قد أصبح ذائع الصيت بالولايات المتحدة وأوربا قبل ظهور حركة تحديد النسل، كما كانت موضوعات هذا العلم تُناقش على نطاق واسع في المقالات، والمحاضرات، والأفلام. لم يكِن علماء تحسين النسل نفس المشاعر تجاه حركة تحديد النسل، فالبعض كان قلقًا أن يسفر تحديد النسل عن زيادة الفارق في معدلات المواليد بين البيض –العِرق القوقازي، والسود –الأمريكيون الأفارقة؛ في حين أنهم كانوا يدركون قيمة تحديد النسل كوسيلة لتحقيق التوازن العِرقي. تضافرت جهود زعماء تحديد النسل بالمناداة بحرية الرأي وحقوق المرأة بدلاً من تحسين النسل –إذ لم يكن من الأهداف المرجوة. لكن في عام 1920، تبدل الحال إذ سعى زعماء حركة تحديد النسل إلى وجود نقطة التقاء مشتركة بينهم وبين علماء تحسين النسل في سبيل تعزيز الدعم للحركة. كان كلاهما يتفقون على أن زيادة عدد المواليد هو السبب الرئيس للفقر والجريمة والمرض. وفي أوائل عشرينيات القرن التاسع عشر، نشرت سانغر كتابين أبرزت فيهم تأييدها لعلم تحسين النسل هم: «المرأة والعِرق الجديد» و«المحور الحضاري». أيدت سانغر ومناصرين «تحسين النسل الاتِّقائِيّ»، أي عدم تشجيع التناسل من السود؛ غير أنها لم تناصر ومؤيدوها «تحسين النسل التطويري»، بتأييدها الإنجاب من البيض. بالإضافة إلى ذلك، أدانت سانغر القتل الرحيم –قتل من يشكو مرضًا عضالاً. ومن ناحية أخرى، رفض العديد من علماء تحسين النسل دعم حركة تحديد النسل، وذلك لإصرار سانغر بأن الواجب الأساسي للمرأة ينبغي أن يكون لصالحها، لا لصالح الدولة! 
اتفقت رؤى بعض زعماء حركة تحديد النسل مع كثير من الأمريكيين البيض بأفضلية أصحاب البشرة الفاتحة على غيرهم من ذوي البشرة الداكنة،  إذ كانوا يرون أن عقلية الأمريكيين الأفارقة متخلفة، حيث لا يمتلكون الكفاءة لإدارة شؤونهم الصحية مقارنة بغيرهم من الأمريكيين البيض، وبالتالي يحتاجون إشرافًا خاصًا من البيض. اتهم السود –الأمريكيون الأفارقة، حركة تحديد النسل بمحاباة البيض إذ كان البيض يهيمنون على الهيئة الطبية ومراكز القيادة بالحركة، مما أدى لإثارة الريبة، وظهور فكرة «الإبادة العرقية» كنتيجة حتمية لانتشار حركة تحديد النسل على نطاق واسع، غير أن العديد من أنصار حركة تحديد النسل، خاصة البيض، رأوا أن هذه الشبهات ما هي إلا عدم اكتراث بوسائل منع الحمل.

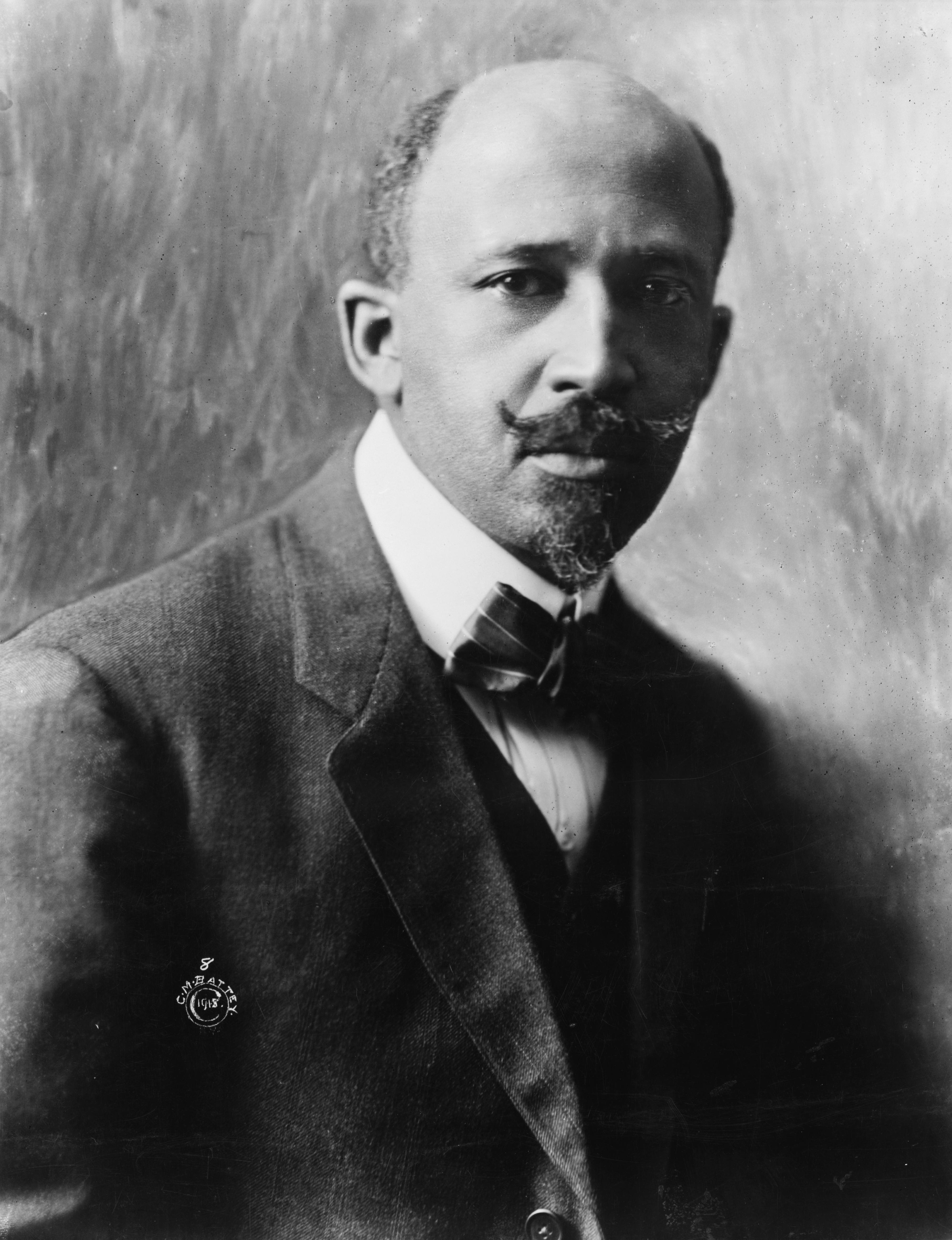
وليام إدوارد دو بويز هو أحد العاملين بعيادة هارلم لتحديد النسل.

وبالرغم من هذه الشكوك، كان يوجد العديد من الزعماء الأمريكيين الأفارقة يبذلون الكثير من الجهود لدعم حركة تحديد النسل في مجتمعات الأفارقة بالولايات المتحدة. ففي عام 1929، طلب الباحث الاجتماعي، وزعيم الرابطة الحضرية بنيويورك، جيمس هوبرت، من سانغر أن تقوم بإنشاء عيادة لتحديد النسل بحي هارلم -أحد أحياء نيويورك. وفي عام 1930، أنشأت سانجر العيادة بعد حصولها على تمويل من صندوق «روزين والد». كان جميع من يعمل بالعيادة من أصل أفريقي،  بدءًا من الأطباء العاملين بها؛ حتى المجلس الاستشاري، إذ كان يتكون من أطباء، وممرضين، ورجال دين، وصحفيين، إلى جانب أخصائيين اجتماعيين –كلهم من أصل أفريقي. انتشرت هذه الأخبار في الصحافة الأمريكية الأفريقية والكنائس، ونالت استحسان أحد مؤسسي الرابطة الوطنية لتحسين أوضاع المواطنين الملونين (السود) NAACP، وهو «وليام إدوارد دو بويز». وفي أوائل أربعينيات القرن التاسع عشر، قام «الاتحاد الأمريكي لتحديد النسل» بتدشين حملة «مشروع الزنوج»، وتولت إدارتها «قطاع خدمة الزنوج» في الاتحاد نفسه. وقد سعى المشرفون على «مشروع الزنوج» لتحقيق نفس أهداف عيادة هارلم بتحسين كل من صحة الأم والأطفال. ومن خلال خبرات سانغر في عيادة هارلم، رأت سانجر أن الأمريكيين الأفارقة يميلون بدرجة أكبر إلى اتباع إرشادات الأطباء من نفس عرقهم، لكن قادة آخرون رأوا ضرورة الاعتماد على الأمريكيين البيض في حملات التوعية، بل أصروا على ذلك!  وعملت الممارسات التمييزية والتصريحات التي أدلى بها قادة حركة تحديد النسل بين عامي 1920 و1940 إلى استمرار المزاعم حول «عنصرية الحركة».

### الانتشار الهائل لوسائل منع الحمل
في عام 1930، قامت إحدى شركات تصنيع الواقي الذكري برفع دعوى قضائية ضد أخرى فيما يعرف بقضية «يونجز روبر»، أكد القاضي خلالها بأن تصنيع وسائل منع الحمل هو عمل تجاري مشروع، كما أقر بأن حظر القانون الفيدرالي إرسال الواقيات الذكرية عن طريق البريد لم يكن سليمًا من الناحية القانونية. ومن ناحية أخرى، طلبت سانغر شراء حجاب عازل أنثوي من اليابان عام 1932 على أمل أن تفوز بمعركة قضائية،  وسرعان ما أحرزت سانغر نصرًا قانونيًا آخر؛ إذ صادرت الحكومة الأمريكية الحجاب العازل، فقامت سانغر على الفور بتحدٍ جديد نتج عنه «الحزمة القانونية الواحدة» عام 1936، التي أصدرها القاضي أوغسطس هاند. ألغت قرارات هاند قوانين مكافحة وسائل منع الحمل، التي تحظر امتلاك الأطباء لأي من تلك الوسائل. كان لتلك الحكمين في ثلاثينيات القرن التاسع عشر دورهما في تسهيل الحصول على وسائل منع الحمل. وبالإضافة إلى ذلك، فقد تلى هذا الانتصار اعتماد الجمعية الطبية الأمريكية وسائل منع الحمل نهائية كواحدة من الخدمات الطبية العادية، واعتبارها عنصر رئيس في المناهج الدراسية. بيد أن الأوساط الطبية لم تتواكب مع هذا التغيير بسرعة؛ فظل النساء يتبعون تعليمات خطرة وغير مناسبة، من مصادر ليست محل ثقة، حول كيفية استخدام وسائل منع الحمل.
وبحلول عام 1938، تجاوز العائد من الصناعة ال250 مليون دولار في العام الواحد، ويرجع ذلك لوجود أكثر من 400 شركة مُصنعة لوسائل منع الحمل، وتوافر أكثر من 600 علامة تجارية لوسائل منع الحمل الخاصة بالنساء. كان يمكن شراء الواقيات الذكرية عبر ماكينات البيع الموجودة في بعض دورات المياه العامة، والجدير بالذكر أن الرجال كانوا ينفقون على الواقيات الذكرية ضعف ما كانوا ينفقونه على ماكينات الحلاقة. وفي نفس الوقت الذي انتشرت فيه الواقيات الذكرية انتشارًا كبيرًا في ثلاثينيات القرن التاسع عشر، عملت القيادات النسائية بحركة تحديد النسل على تطوير وسائل منع الحمل الخاصة بالاستعمال النسائي، إذ كانوا يعتقدون أن تحديد النسل هو أمر يجب قصره على النساء فقط، وهي الأفكار التي أدت في نهاية المطاف إلى ظهور حبوب منع الحمل فيما بعد. أنشأ أنصار تحديد النسل شركة «هولاند - رانتوس» بغاية إنتاج المزيد من وسائل منع الحمل عالية الجودة، ووضعت الشركة تصنيع الحجاب العازل الأنثوي في المقام الأول، الذي أوصت سانغر باستخدامه كوسيلة مثلى لمنع الحمل. ومع أواخر ثلاثينيات القرن التاسع عشر، أصبح الحجاب العازل –ذو الهُلام المُبيد للنطاف، هو النموذج الأكثر شيوعًا لمنع الحمل. وفي عام 1938، شكلت وسائل منع الحمل للإناث نسبة 85% من المبيعات السنوية لوسائل منع الحمل.

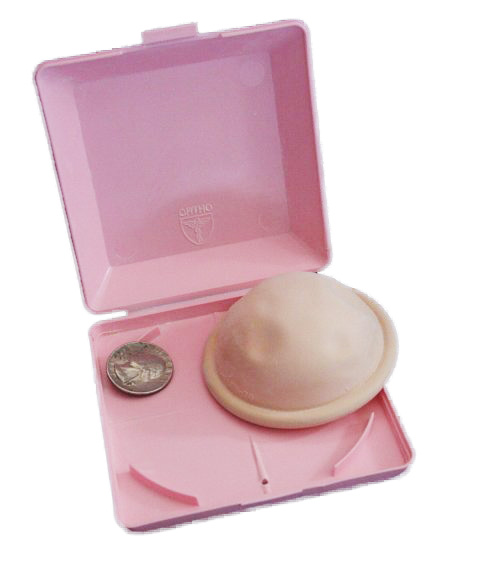
الحجاب الحاجز الأنثوي هو أشهر الوسائل لمنع الحمل قبل ظهور حبوب منع الحمل.

### جمعية تنظيم الأسرة الأمريكية
ساعدت قرارات القاضي أوجستين هاند على التعاون بين كل من منظمة تحديد النسل الأمريكية ومكتب البحوث السريرية لتحديد النسل، الذين وحدوا قواهم لتكوين قوة دفاعية أكثر تأثيرًا،  ولهذا تم تشكيل المجلس الأمريكي لتحديد النسل عام 1937، تحت قيادة سانجر، لإحداث الدمج بين المنظمتين. ساهمت جهود سانغر على دمج المنظمتين أخيرًا عام 1939 في منظمة واحدة أطلق عليها «الاتحاد الأمريكي لتحديد النسل». وعلى الرغم من استمرار سانغر كقائدة للمنظمة، فإنها لم تعد تمارس النفوذ نفسه الذي كانت تحظى به في بداية ظهور حركة تحديد النسل،  ومن الأدلة على ذلك تغيير القوى الأكثر تحفظًا بالمنظمة اسمها ليصبح «اتحاد تنظيم الأسرة الأمريكية»، وهو الاسم نفسه الذي لاقى اعتراضًا من سانغر آنفًا باعتباره «تلطيفي». وبعد الحرب العالمية الثانية، صرف رؤساء «اتحاد تنظيم الأسرة الأمريكية» نظرهم عن «النسوية الراديكالية»، وركزوا على مواضيع أكثر اعتدالًا مثل تنظيم الأسرة والسياسة السكانية. وفي نفس وقت تشكيل «جمعية تنظيم الأسرة الأمريكية»، كادت حركة تحديد النسل الأمريكية تقترب من تقنين استخدام وسائل منع الحمل. ففي عام 1942، كانت هناك أكثر من 400 مؤسسة لتحديد النسل في الولايات المتحدة، واعترفت الأوساط الطبية بوسائل منع الحمل بالكامل، كما أن قوانين كومستوك المناهضة لوسائل منع الحمل كانت نادرًا ما تطبق- إذ كانت نصوصًا في كتب! 

## ما بعد تقنين وسائل منع الحمل
تلت الحرب العالمية الثانية حقبة جديدة أخذت فيها المناداة بحقوق الإنجاب منحى جديد إذ تم التركيز على الإجهاض، والتمويل العام، والتغطية التأمينية. كذلك فإن دعم تحديد النسل أخذ يتطبع بتوجة عالمي من حيث الاندماج بين المنظمات. وفي عام 1946، ساعدت سانغر على إنشاء اللجنة الدولية المعنية بتنظيم الأسرة، التي تطورت فيما بعد لتصبح «الاتحاد الدولي لتنظيم الأسرة»، والذي سرعان ما أصبح أكبر منظمة غير حكومية لتنظيم الأسرة في العالم. وفي عام 1952، أسس جون روكلفرالثالث مجلس السكان الذي أثر تأثيرًا فعالًا من خلال مجهوداته آنذاك.
كان الانفجار السكاني قضية أساسية تثير الكثير من القلق خلال ستينيات القرن التاسع عشر، وبالتبعية وَلدت هذه القضية قلقًا إزاء قضايا أخرى كمشكلة التلوث، ونقص الغذاء، ونوعية الحياة؛ وهو ما أدى بدوره إلى تمويل حملات التوعية بتنظيم الأسرة تمويلًا أكبر عن ذي قبل في جميع أنحاء العالم.
تناول المؤتمر الدولي للسكان والتنمية عام 1994، والمؤتمر العالمي الرابع للمرأة عام 1995؛ تحديد النسل، كما ناقش التصريحات المؤثرة المعنية بحقوق الإنسان، التي أكدت على حق المرأة الكامل في الإجهاض.
وفي الولايات المتحدة، غيرت سلسلة من الإجراءات القانونية في ستينيات القرن التاسع عشر خريطة الحقوق الإنجابية؛ ففي عام 1965، قضت المحكمة العليا في دعوى «جرينولد ضد كونيكتكت» بعدم دستورية ما أقرته الحكومة من حظر استخدام الزوجين وسائل منع الحمل. وفي عام 1967، اُعتقل الناشط بيل بايرد بتهمة توزيع الرغوة –المبيدة للنُطاف، وواقي ذكري لطالب خلال محاضرة عن تحديد النسل والإجهاض بجامعة بوسطن. طعن بايرد على الحكم الصادر ضده في قضيته «بايرد ضد آيزنشتات» عام 1972؛ فاتسعت آفاق القضية لتشمل استخدام وسائل منع الحمل لغير المتزوجين إلى جانب المتزوجين، وفي نهاية المطاف أقرت المحكمة العليا بأن استخدام وسائل منع الحمل حق يتمتع به كل مواطن أمريكي. وفي عام 1970، أزال الكونجرس كل نص يشير إلى وسائل منع الحمل في القانون الفيدرالي لمكافحة الإباحية. وفي عام 1973، قضت المحكمة العليا بالولايات المتحدة في قرارها «رو ضد وايد» بقصر عملية الإجهاض على الأشهر الثلاثة الأولى من الحمل. وفي الوقت ذاته، كانت الصناعة الصيدلانية تطور باستمرار طرائق جديدة لمنع الحمل. ففي أوائل الخمسينيات من القرن التاسع عشر، قدمت كاثرين ماكورميك دعمًا ماليًا خيريًا لعَالِم الأحياء جريجوري بينكس لتطوير حبوب منع الحمل، التي صدقت عليها إدارة الأغذية والأدوية عام 1960. انتشرت حبوب منع الحمل بدرجة جد كبيرة، وكان لها تأثير كبير على المجتمع وثقافته؛ إذ ساهمت في زيادة معدل حضور الطلاب بالجامعات، وازدادت نسبة التخرج خاصة بين الطالبات. وفي ستينيات القرن التاسع عشر، ظهرت أنماط جديدة لوسائل منع الحمل الرحمية؛ وهو ما زاد من انتشار موانع الحمل العكوسة –مديدة المفعول.

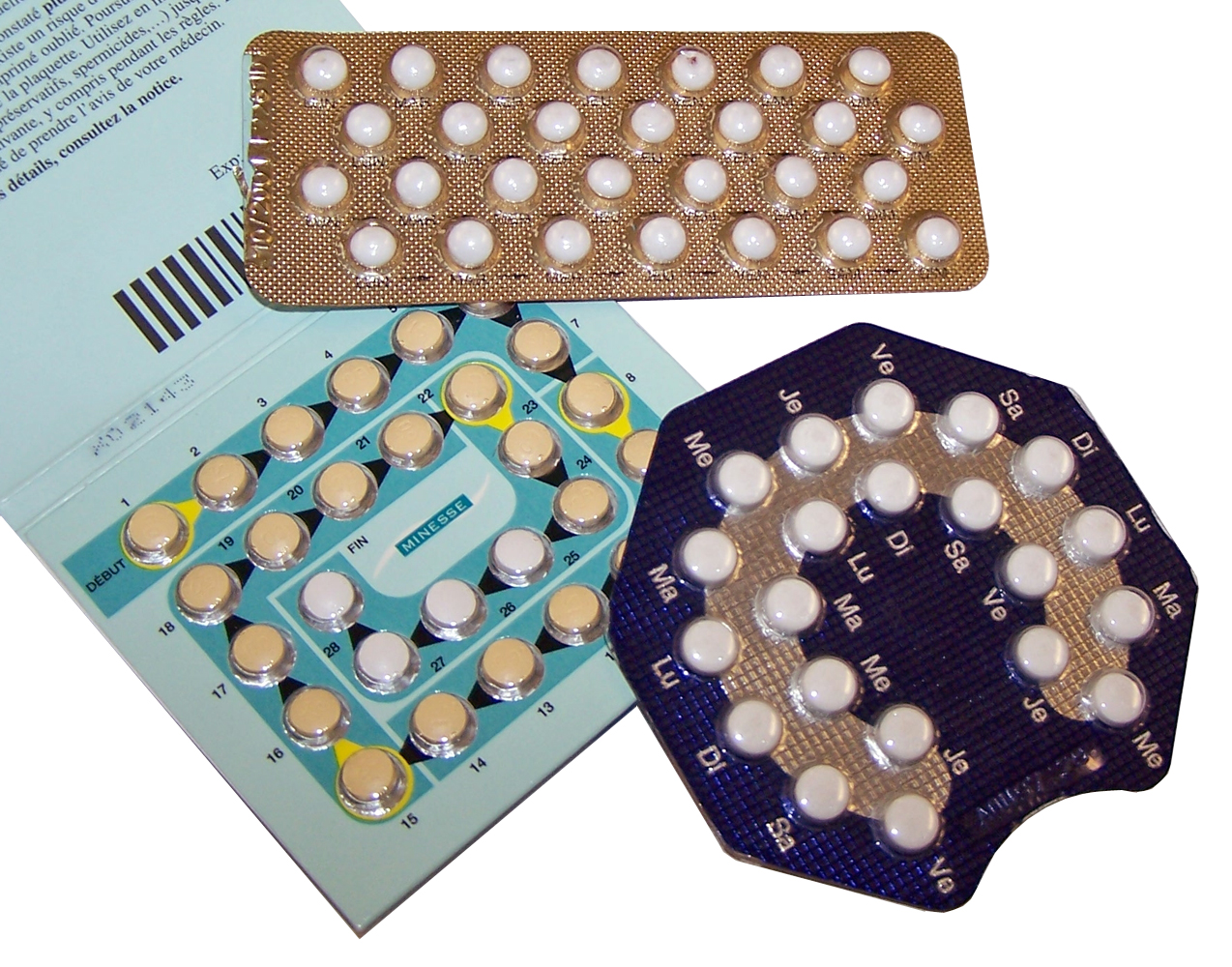
حبوب منع الحمل

وفي عام 1982، طورت شركات الأدوية الأوربية المايفبرستون –مركب اصطناعي، الذي اُستخدم في بادئ الأمر كوسيلة من وسائل منع الحمل، غير أنه في الوقت الحاضر غالبًا ما يوصف مع البروستاجلاندين ليجعل عملية الإجهاض في الشهر الرابع من الحمل ممكنة.
منحت الشركات المُصنعة للمايفبرستون بالولايات المتحدة حقوق التصنيع الخاصة بها إلى مختبرات دانكو –التي أسسها مناصرين للإجهاض، وذلك بهدف توزيع المايفبرستون، بالإضافة إلى تجنب الآثار المترتبة على مقاطعة المستهلكين لمنتجات تلك الشركات الذين يقعون تحت تأثير حملات المنظمات المناهضة للإجهاض.
وفي عام 1997، اعتمدت إدارة الأغذية والأدوية تشريع استثنائي لاستخدام حبوب منع الحمل التداركية، عُرف هذا التشريع باسم حبة الصباح التالي، ويتم تناول الحبة بعد الجماع مباشرة لمنع الحمل، وفي عام 2006 أصبحت حبوب منع الحمل مُتاحة دون وصفة طبية. وفي العام 2010، تمت الموافقة على أسيتات اليوليبريستال كوسيلة أكثر فاعلية لمنع الحمل التداركي ولاستخدام يصل إلى خمسة أيام بعد الجماع الذي لا تتوافر له أسباب الحماية. والجدير بالذكر أن حوالي 50 إلى 60% من النساء الذين قرروا إجراء عملية الإجهاض قد أصبحوا حبلى في الظروف التي كان يمكن فيها استخدام وسائل منع الحمل التداركية. كانت وسائل منع الحمل التداركية رأس حربة جديدة لمناهضة حقوق الإنجاب. وكان المعارضون لوسائل منع الحمل التداركية يعتبرونها شكلاً من أشكال الإجهاض، إذ تمنع الجنين المُخصب من النمو داخل الرحم؛ في حين رأى أنصار هذه الوسائل أنها بريئة تمامًا من ذلك، لأن غياب الانغراس يعني أن الحمل مستحيل.

## وصلات خارجية
- مؤلفات إيما جولدمان في مشروع غوتنبرغ
- حركة تحديد النسل في الولايات المتحدة على مشروع الدليل المفتوح